# L'Art de la peinture
Pour les articles homonymes, voir Arte de la Pintura, L'Atelier et Atelier (homonymie).
L'Art de la peinture (De Schilderkunst), aussi intitulé La Peinture, L'Atelier ou L'Allégorie de la peinture, est une œuvre de Johannes Vermeer réalisée  vers 1666 (entre 1665 et 1670), exposée au Kunsthistorisches Museum de Vienne. Cette peinture à l'huile sur toile de 120 × 100 cm est un des plus grands tableaux de l'artiste.
De nombreux experts estiment que cette œuvre est une allégorie de la Peinture, d'où le titre de suppléant : L'Allégorie de la Peinture. Il est le plus grand et le plus complexe de tous les tableaux de Vermeer.
Le tableau est connu pour être l'un des favoris de Vermeer, et est également un bel exemple du style visuel utilisé à l'époque dans l'art de la peinture. Il offre une représentation visuelle réaliste d'une scène de pose.

## Description
Le tableau représente une scène intime de pose où un artiste peint une femme dans son atelier, près d'une fenêtre, avec en arrière-plan une grande carte des Pays-Bas.

### Composition
Le tableau ne comporte que deux personnages : le peintre et son sujet. Le personnage du peintre est parfois présenté comme étant un autoportrait de l'artiste, bien que son visage ne soit pas visible. 
Un certain nombre d'éléments affichés dans l'atelier de l'artiste sont jugés hors de propos. Le sol carrelé en marbre et le lustre doré sont deux exemples d'éléments qui devraient normalement n'être réservés qu'aux maisons de la bourgeoisie ou des lieux publics. 
La carte à l'arrière-plan est celle des dix-sept Provinces des Pays-Bas, dessinée par Claes Jansz Visscher en 1636.

### Symbolisme et allégorie
Les experts attribuent une signification symbolique aux différents aspects de l'œuvre.  

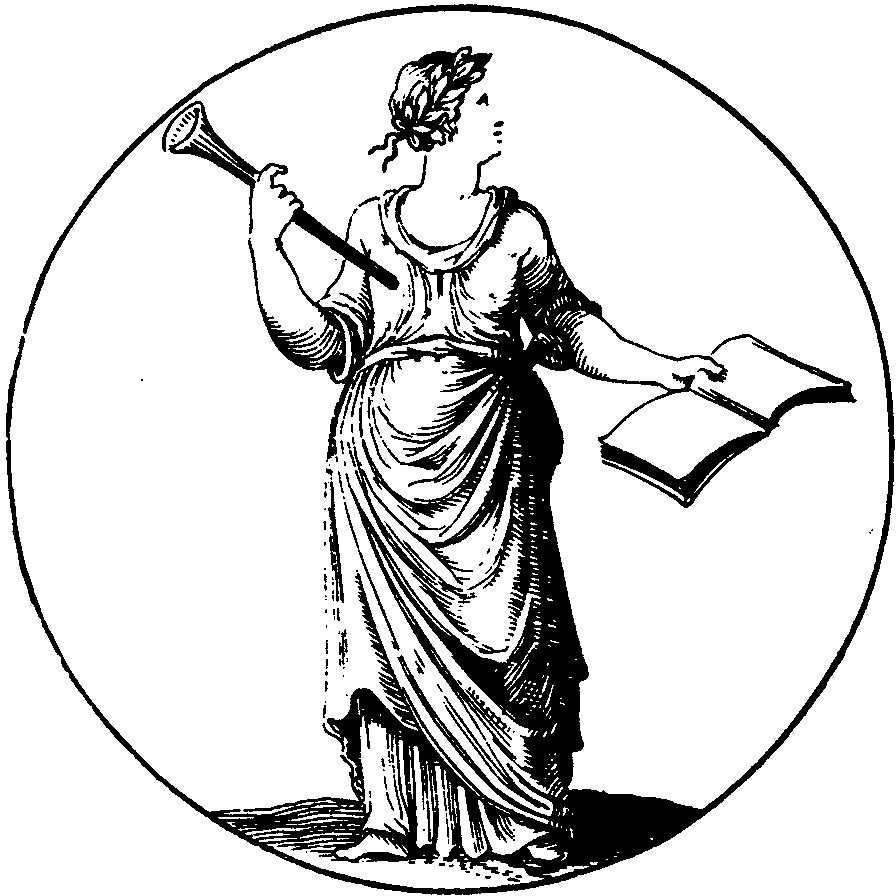
La muse Clio par Jacques de Brie dans l'édition française de lIconologie (1643)

Le sujet peint par l'artiste pourrait représenter la muse de l'Histoire, Clio. En effet, elle est coiffée d'une couronne de laurier, tient une trompette (représentant la gloire), et porte la Guerre du Péloponnèse de Thucydide, conformément aux préconisations du traité de Cesare Ripa écrit au XVIe siècle à propos des emblèmes et des personnifications, intitulé Iconologia. 
La double tête d'aigle, symbole de la dynastie autrichienne des Habsbourg et des anciens dirigeants de la Hollande, dont les armes ornent le chandelier d'or, ont probablement représenté la foi catholique. Vermeer était l'un des rares peintres catholiques, dans la prédominance protestante des artistes hollandais. L'absence de bougies dans le chandelier est par ailleurs parfois interprétée comme figurant la suppression de la foi  catholique. 
Le masque couché sur la table à côté de l'artiste est considéré comme un masque de mort, ce qui pourrait renvoyer à l'inefficacité de la monarchie des Habsbourg. 
Salvador Dalí se réfère à L'Art de la peinture dans sa propre vision surréaliste Le Spectre de Vermeer de Delft, pouvant être utilisé comme table en 1934. Sur la peinture de Dalí, nous pouvons voir l'image de Vermeer vue de son dos, dessiné comme une étrange table.

## Historique de l'œuvre
Ce tableau est considéré comme un élément essentiel de l'œuvre complète de Vermeer. Le peintre lui-même n'a pas voulu le vendre, même lorsqu'il était endetté. En 1676, après sa mort, sa veuve Catharina le légua à sa mère, Maria Thins, dans l'espoir d'en éviter la vente pour satisfaire leurs créanciers. Le liquidateur de la succession de Vermeer, le célèbre savant de Delft et ami du peintre, Antoni van Leeuwenhoek, a estimé que le legs du tableau à la mort du peintre à sa belle-mère était illégal. 
Le comte autrichien Johann Rudolf Czernin l'a ensuite acquis pour 50 florins en 1813 à Gottfried van Swieten. Jusqu'en 1860, le tableau fut attribué à l'un des principaux rivaux contemporains de Vermeer, Pieter de Hooch. C'est à la suite de l'expertise de l'érudit français, Théophile Thoré-Burger et de l'historien d'art allemand Gustav Friedrich Waagen qu'elle a été reconnue comme un original de Vermeer, d'où le début de sa renommée. Elle a été exposée au public au Czernin Museum de Vienne.
Après l'invasion de l'Autriche par l'armée allemande, de hauts fonctionnaires nazis, dont le Reichsmarschall Hermann Göring ont tenté d'obtenir des collections d'art. Le tableau a finalement été acquis auprès de son propriétaire, le comte Jaromir Czernin par Adolf Hitler pour sa collection personnelle à un prix de 1,65 million de Reichsmark par l'intermédiaire de son agent, Hans Posse, le 20 novembre 1940. La peinture a été retrouvée dans une mine de sel à la fin de la Seconde Guerre mondiale en 1945, où elle a été préservée des bombardements alliés, avec d'autres œuvres d'art. 
Les Américains ont présenté le tableau au gouvernement autrichien en 1946, et il est désormais la propriété de l'État autrichien, exposé au Kunsthistorisches Museum de Vienne.
Les héritiers de Jaromir Czernin ont déposé un recours auprès de la commission autrichienne sur la restitution des œuvres d'art volées par les nazis, qui a considéré en 2011 que la vente ne s'était pas faite sous la contrainte.
Le tableau fait partie des « 105 œuvres décisives de la peinture occidentale » constituant le musée imaginaire de Michel Butor.

### Catalogues d'exposition
- 1966 : Dans la lumière de Vermeer, Paris, musée de l'Orangerie, 24e - 28 novembre 1966.